# Голубокрылая кобылка
Голубокрылая кобылка (лат. Oedipoda caerulescens) — насекомое семейства настоящие саранчовые.

## Внешний вид
Кобылка с коренастым телом. Длина тела самца 15—21 мм, самки 22—28 мм. Надкрылья с расплывчатыми тёмными перевязями. Крылья у основания ярко-голубые с бесцветной вершиной и характерным чёрным рисунком — полосой вдоль наружного края крыла с отходящим из её верхней части радиальным лучом. Задние голени голубоватые, покрыты шипами, основания шипов более светлые. Личинки могут имитировать окраску почвы, на которой они выросли, приобретая чёрный, красноватый или серый оттенок.

## Ареал
Степи и лесостепи Евразии, Кавказ, Западная Сибирь, Казахстан, Средняя Азия, Китай.

## Подвиды
- Oedipoda caerulescens armoricana Sellier
- Oedipoda caerulescens caerulescens
- Oedipoda caerulescens nigrothoracica
- Oedipoda caerulescens sulfurescens

## Интересные факты
- Окраска тела и передних крыльев взрослых особей этого вида зависит от цвета почвы, на которой жили личинки.
- Несмотря на яркий цвет, голубые крылья помогают насекомому маскироваться. В случае опасности кобылка взлетает и демонстрирует хищнику заметные крылья, отвлекая его, после чего, пролетев несколько метров, садится и скрывается на земле, благодаря защитной окраске.

## Галерея

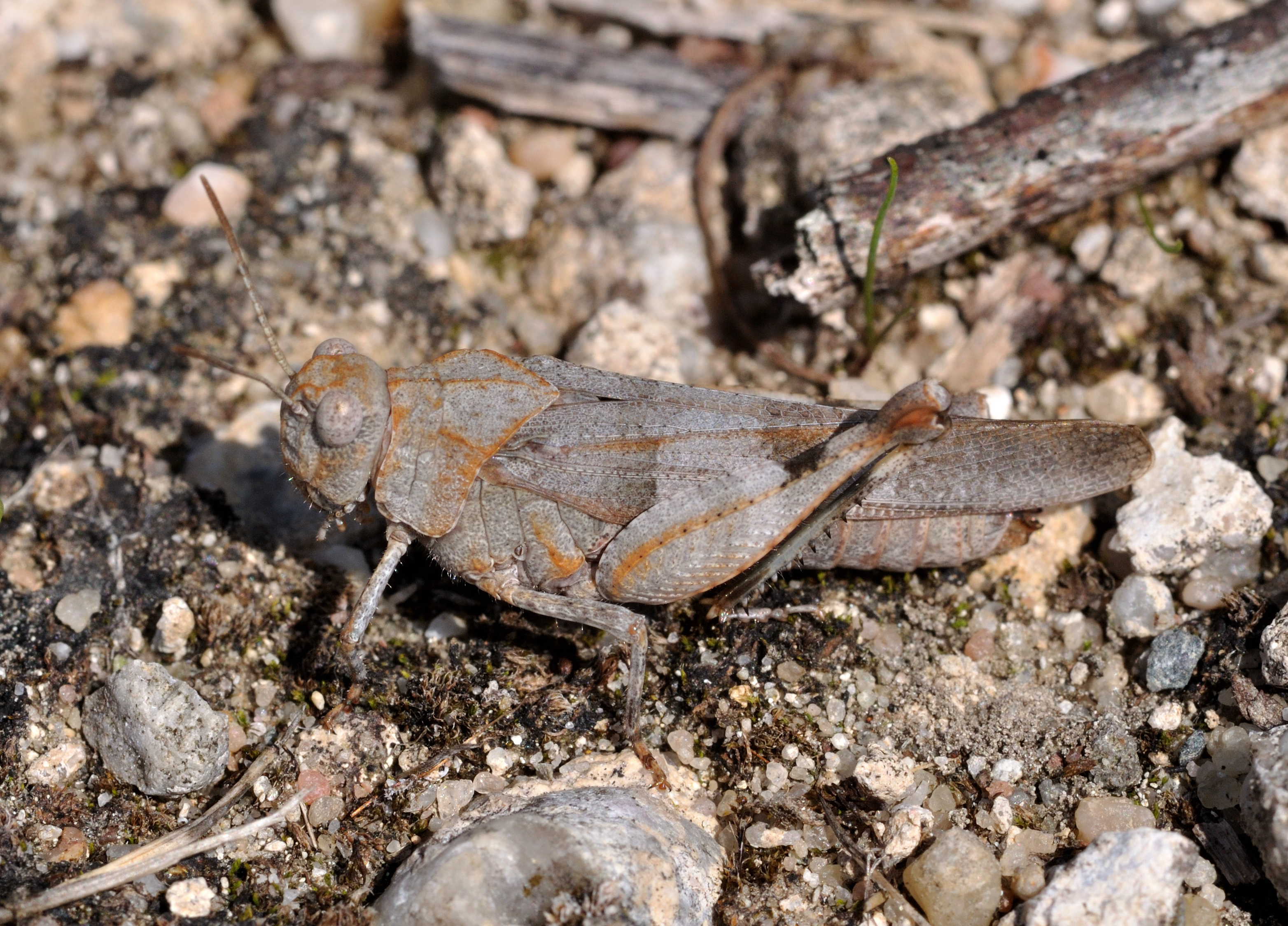
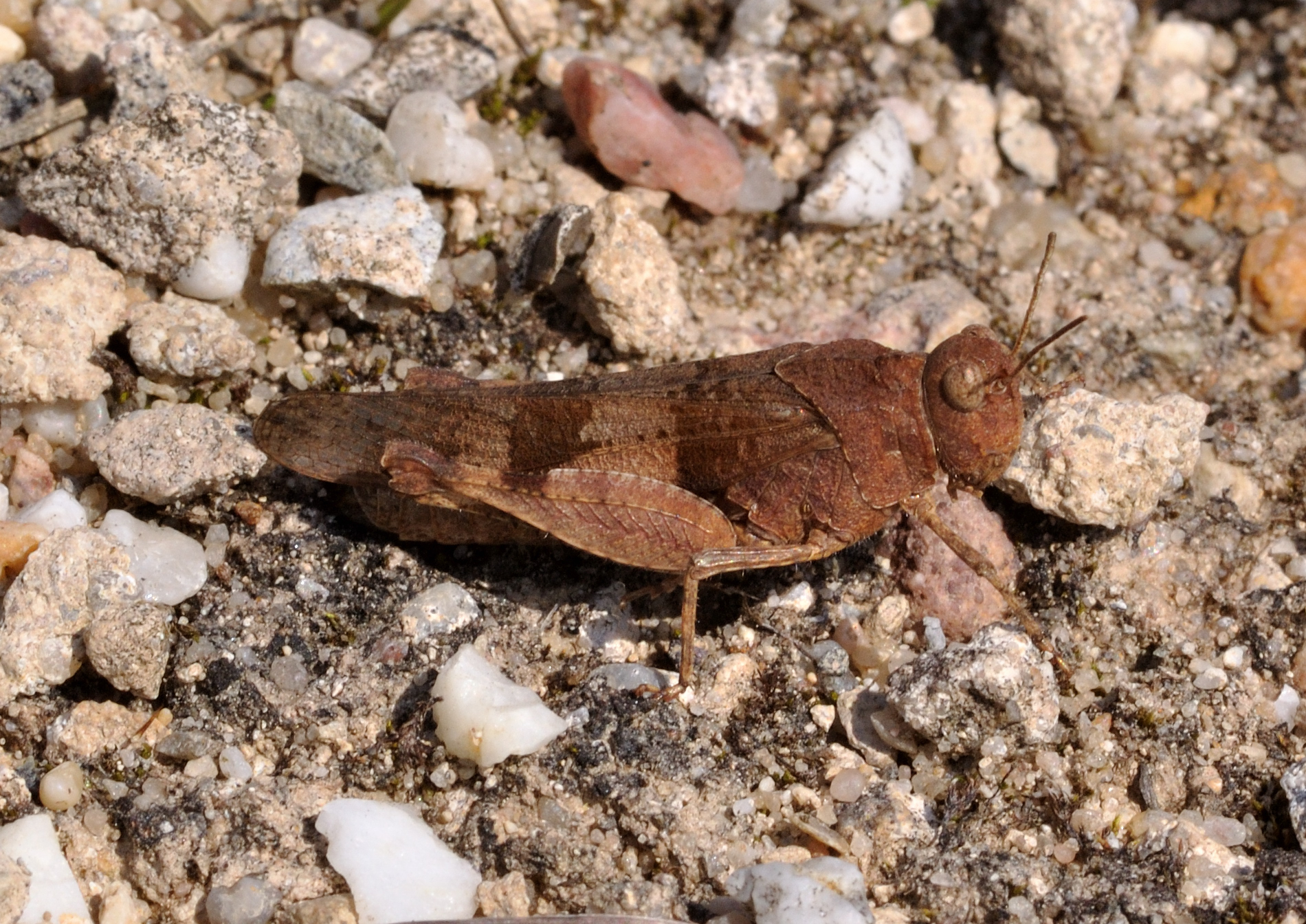
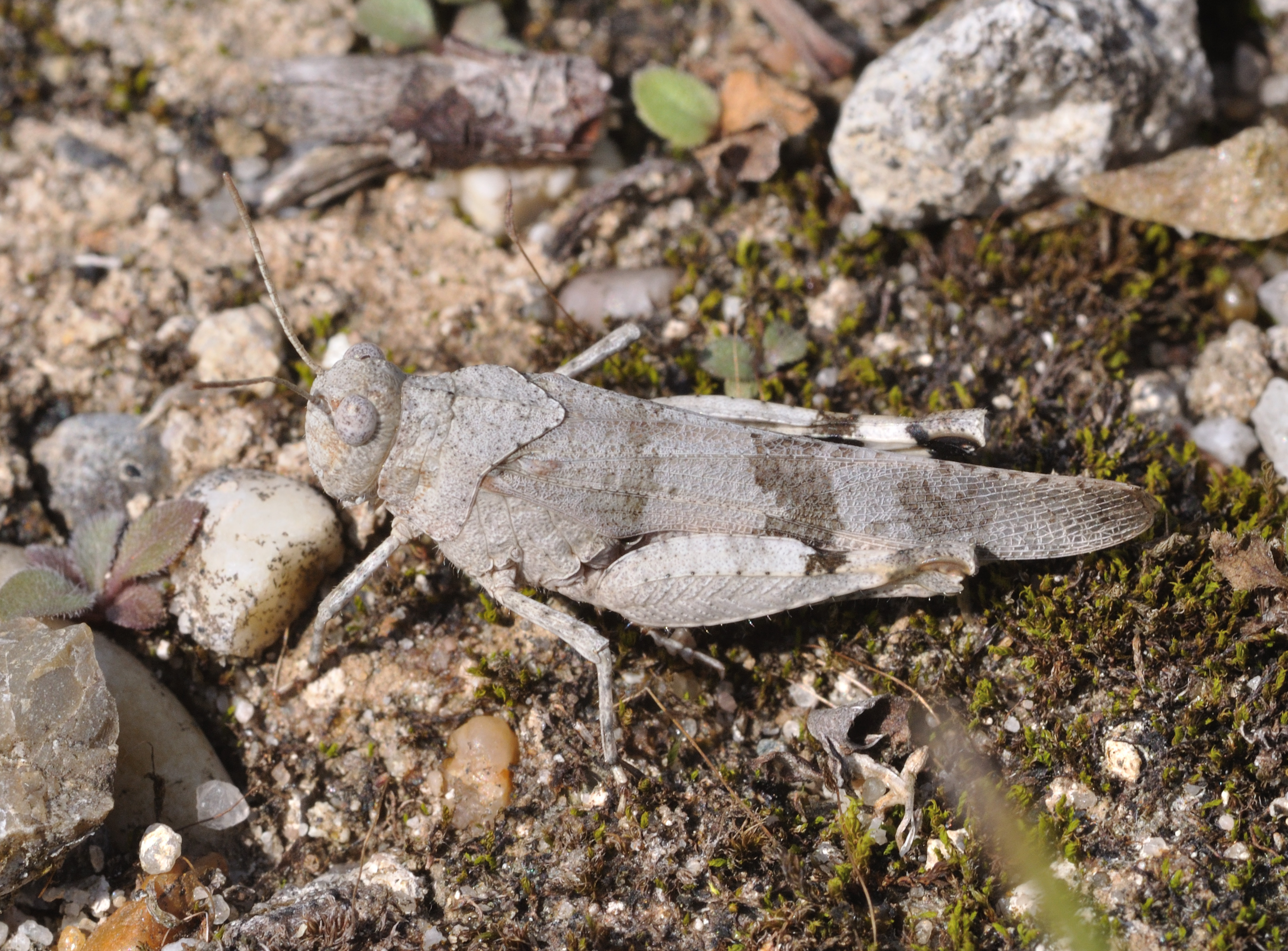
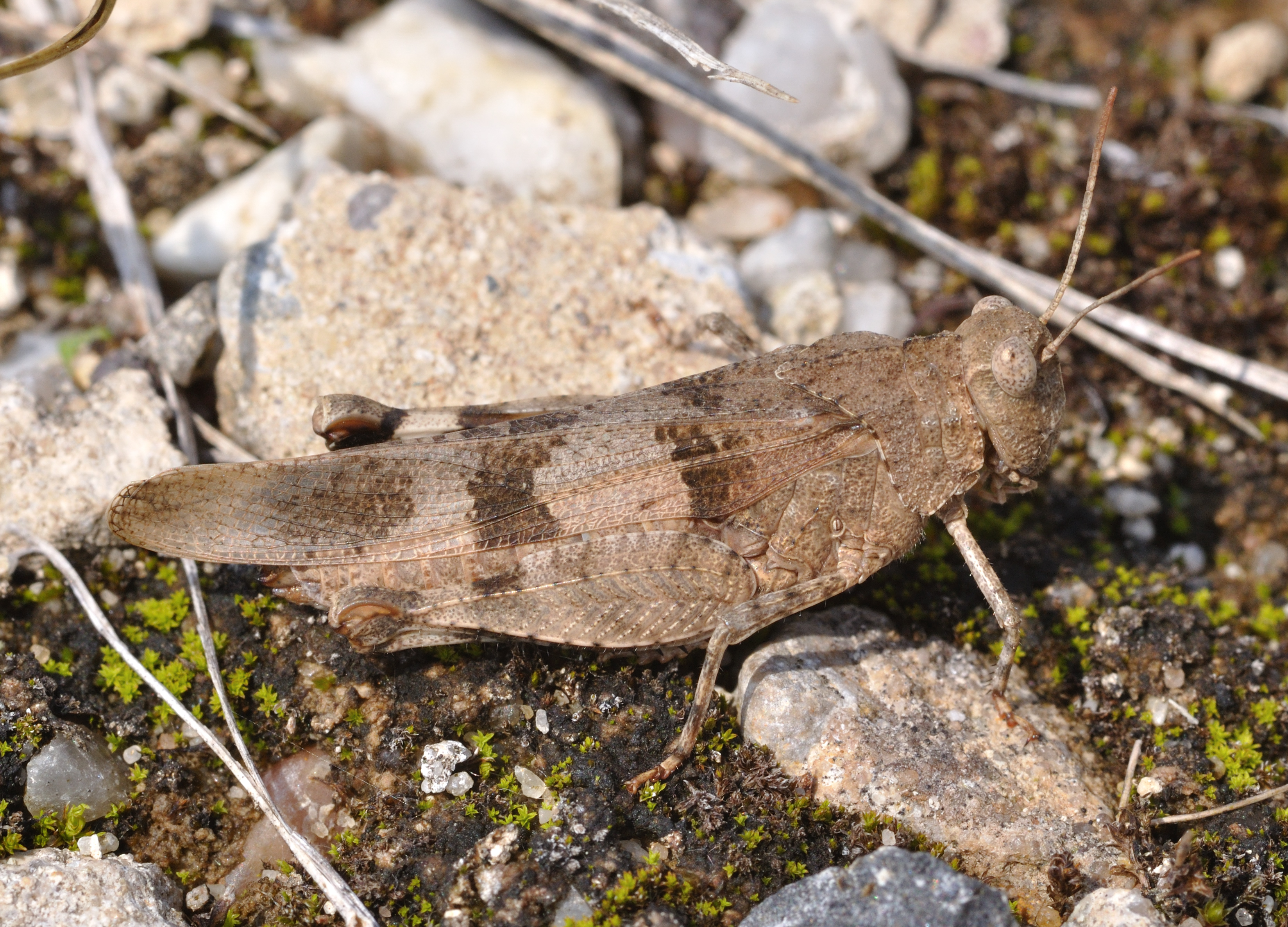